# 永
永 est un kanji composé de 5 traits et fondé sur 水. Il fait partie des kanjis étudiés en 5e année. Il signifie « long », « permanent ». Il se lit ei ou yō en lecture on'yomi et nagai ou  tokoshieni en lecture kun'yomi.
Son Unicode est 6C38.

## Calligraphie
En calligraphie, ce caractère est connu pour les huit traits fondamentaux qu'il comporte, aussi appelés les huit principes de yǒng.

## Exemples
- 永遠《エイエン》(eien) : éternité.
- 永い 《ながい》(nagai) : long (temporellement).